# Saint-Eugène (Saona i Loara)
Saint-Eugène – miejscowość i gmina we Francji, w regionie Burgundia-Franche-Comté, w departamencie Saona i Loara.
Według danych na rok 1990 gminę zamieszkiwało 206 osób, a gęstość zaludnienia wynosiła 6 osób/km² (wśród 2044 gmin Burgundii Saint-Eugène plasuje się na 705. miejscu pod względem liczby ludności, natomiast pod względem powierzchni na miejscu 119.).